# 野本京子
野本 京子（のもと きょうこ、1951年 - ）は、日本の歴史学者。専門は、日本近現代農業史。
東京外国語大学名誉教授。博士（農学）。

## 略歴
1976年3月、日本女子大学文学部卒業、1978年3月、お茶の水女子大学大学院人文科学研究科修士課程修了、1982年6月、東京大学大学院農学系研究科博士課程単位取得退学。（1999年3月、博士（農学）学位取得）。
日本学術振興会奨励研究員、青葉学園短期大学非常勤講師、日本女子大学非常勤講師を経て、1988年4月より、東京外国語大学外国語学部講師。以後、同助教授、教授を経て、2009年4月より同大学総合国際学研究院（国際社会部門・地域研究系）教授（大学院重点化による配置換え）、2015年4月より国際日本学研究院教授。2017年3月、東京外国語大学を定年退職、名誉教授。

## 著書
- 『戦前期ペザンティズムの系譜　農本主義の再検討』(単著)、日本経済評論社、1999年
- 『市場と農民「生活」「経営」「地域」の主体形成』（単著）、農山漁村文化協会、2011年